# 龙脖脖遗址
龙脖脖遗址，位于中国青海省湟源县和平乡尕庄村，为青海省市县级文物保护单位，公布日期为1983年6月8日，类型为古遗址。
龙脖脖遗址的历史年代为卡约文化。